# Bruce Logan (Ruderer)
Hubert Bruce Logan (* 2. März 1886 in Chesterton; † 24. November 1965 in Stevenage) war ein britischer Ruderer.

## Karriere
Logan besuchte ein Internat in Blackpool und trat 1908 dem Thames Rowing Club bei. Neben dem Rudern spielte er Rugby für den Richmond RUFC und war als Boxer aktiv.
1909 und 1911 sicherte er sich den Sieg im Stewards’ Challenge Cup bei der Henley Royal Regatta. 1912 gewann er gemeinsam mit Charles Rought die Diamond Sculls der Henley Royal Regatta. Im selben Jahr nahm er an den Olympischen Spielen in Stockholm teil und holte im Vierer mit Steuermann die Silbermedaille. Sieben Jahre später sicherte er sich mit dem Achter des Thames Rowing Club den Fawley Cup bei der Victory Regatta.
Auch im Boxsport erzielte Logan Erfolge: 1910 erreichte er den zweiten Platz im Schwergewicht bei den Meisterschaften der Amateur Boxing Association.
Seine militärische Laufbahn begann 1903, als er den London Scottish Rifle Volunteers als Kadett beitrat. Während des Ersten Weltkriegs wurde er in die Duke of Lancaster’s Own Yeomanry aufgenommen, wo er die sogenannte Boxing Platoon leitete. Diese Einheit veranstaltete Schaukämpfe zur Aufrechterhaltung der Moral der Soldaten. Für seine Verdienste wurde Logan mit der British War Medal und der Victory Medal ausgezeichnet.
Nach dem Krieg führte er 1918 die British Army beim neu gegründeten Boxturnier Kings Trophy an, an dem Soldaten aus dem Vereinigten Königreich, dem Commonwealth und den Vereinigten Staaten teilnahmen. Mit 50 Punkten sicherte sich die britische Mannschaft den Titel – elf Punkte vor den Vereinigten Staaten als Zweitplatzierten.
Später erreichte Logan den Rang eines Colonels und arbeitete für das Army Welfare Office. Auch nach seinem Rückzug aus dem aktiven Sport blieb er in administrativen Funktionen dem Sport verbunden. Beruflich war er zunächst in der Versicherungsbranche tätig, bevor er Direktor einer Schifffahrtsgesellschaft wurde.